# 岸內
岸內，是臺灣臺南市鹽水區的一個傳統地域名稱，位於該區北部偏東。相較於今日行政區，其範圍大致包括汫水里西部、岸內里不含東部及西端、月港里西北部、義中里東端。

## 歷史
台灣日治初期，岸內地區為一（舊制）街庄，稱為「岸內庄」，隸屬於鹽水港堡。該庄西邊北段、北邊及東北邉隔八掌溪與義竹圍庄、角帶圍庄、五間厝庄為界，東與溪洲藔庄為鄰，南邊為鹽水港街，西邊南段為下中庄。
1901年（日治明治三十四年）11月11日，全台廢縣廳改設置二十廳，該庄隸屬於鹽水港廳。1904年（明治三十七年）4月1日，該庄編入「岸內區」，隸屬於鹽水港廳。1906年（明治三十九年）4月1日，該庄改編入鹽水港廳「鹽水港區」。1909年（明治四十二年）10月25日，全台合併二十廳為十二廳，鹽水港區改隸屬於嘉義廳。1920年（大正九年）10月1日，全台地方制度大改正，廢十二廳改設五州二廳，該庄改制為「岸內」大字，隸屬於臺南州新營郡鹽水街（新制街庄）。
戰後鹽水街改制為鹽水鎮，隸屬於臺南縣，大字亦改制為里。1950年（民國39年）10月25日，雲、嘉、南分治，鹽水鎮仍隸屬於臺南縣。2010年（民國99年）12月25日，因臺南縣市合併為直轄市臺南市，鹽水鎮改制為鹽水區。

## 聚落
本地區發展較早的聚落有頂崁、汫水港、鳥松腳、舊岸內、新岸內、瓦磘、太媽港等，在日治期初期的官方地圖上已有記載。

## 交通
省道台19線又稱「中央公路」，是彰化縣彰化至台南市永康的幹道，經過本地區西南端。由該道路北行可前往嘉義縣義竹鄉、朴子市、六腳鄉、雲林縣北港鎮等地，南行繞過臺南市鹽水區市區西側可前往學甲區、佳里區、西港區、安定區等地。
區道南74線是鹽水至安溪寮的道路。
區道南77線是汫水港至鹽水的道路。
區道南79線是岸內至鹽水的道路。

## 學校
- 岸內國小

## 產業
- 岸內糖廠（已停業）